# Giampaolo Pansa
Giampaolo Pansa (Casale Monferrato, 1 de outubro de 1935 — Roma, 12 de janeiro de 2020) foi um jornalista, ensaísta e escritor italiano.

## Carreira

### Jornalista
Foi aluno de Alessandro Galante Garrone na Universidade de Turim, formou-se em Ciência Política, com a tese intitulada Guerra partigiana tra Genova e il Po  No início dos anos sessenta, ele iniciou atrabalhar no diário de Turim La Stampa. Posteriormente colaborou com os seguintes jornais italianos, Il Giorno, Il Messaggero, Corriere della Sera, La Repubblica  e  Il Riformista e com as revistas semanais, Epoca, Panorama e L'Espresso.
Durante os anos de sua colaboração com o jornal La República, Pansa foi um dos representantes da linha editorial da esquerda, não poupando porem críticas ao Partido Comunista Italiano.
Também são conhecidas algumas definições sarcásticas de Pansa dedicada aos políticos italianos. Pansa não foi suave, mesmo com colegas jornalistas, em 1980, ele escreveu no La República um artigo intitulado "Repórter pela metade", no qual estigmatizava o comportamento hipócrita, que encontrou entre colegas que, segundo ele, "cediam metade de seu profissionalismo ao partido e à ideologia que seguiam".

### Romances e ensaios
Seu trabalho teve como principal interesse a Resistência italiana, já tema de sua tese de doutorado (publicado pela Laterza em 1967 com o título Guerra partigiana tra Genova e il Po). Em 2001 Pansa públicou Le notti dei fuochi, sobre a guerra civil italiana travada entre 1919 e 1922 que terminou com a tomada do poder pelo fascismo. Em 2002 fora a vez do I figli dell'Aquila, contando a história de um soldado voluntário do exército da República Social Italiana. Este livro começa o ciclo dos "perdedores", ou seja, uma série de livros sobre a violência cometida por guerrilheiros contra os fascista durante e após a Segunda Guerra Mundial. Em seguida publicou Il sangue dei vinti (vencedor do "Prêmio Cimitile" em 2005), Sconosciuto 1945 e La Grande Bugia.
Em algumas ocasiões, durante a apresentação de seus livros, Pansa foi contestado por centros sociais de esquerda que acusam o autor de revisionismo histórico. Em uma ocasião, houve confrontos entre os grupos da esquerda e da direita, presentes no evento..  Estes episódios foram condenados pelo Presidente da República Giorgio Napolitano e presidente do Senado, Franco Marini.
Houve também alguém como Galli della Loggia, que julgou positivamente o trabalho de Pansa, mas se perguntando, por que a Itália permite lançar luz sobre os crimes ignorados em sua história apenas quando são intelectuais de esquerda a torná-los conhecidos do público em geral..

## Honras
Ele recebeu a Ordem do Mérito da República Italiana em 27 março 2003 por iniciativa do Presidente da República.

## Obras
- Viva l'Italia libera. Storia e documenti del primo Comitato militare del C.L.N. regionale piemontese, Torino, Istituto per la storia della Resistenza in Piemonte, 1964.
- La Resistenza nel saluzzese, con Mario Giovana, Giorgio Bocca, Piero Caleffi, Saluzzo, R.P.C., 1964.
- La Resistenza in Piemonte. Guida bibliografica 1943-1963, Torino, Giappichelli, 1965.
- Guerra partigiana tra Genova e il Po. La Resistenza in provincia di Alessandria, Bari, Laterza, 1967.
- L'esercito di Salò nei rapporti riservati della Guardia nazionale repubblicana, 1943-44, Milano, Istituto nazionale per la storia del movimento di liberazione, 1969.
- L'esercito di Salò, Milano, A. Mondadori, 1970.
- Borghese mi ha detto, Milano, Palazzi, 1971.
- Bisaglia: una carriera democristiana, Milano, SugarCo, 1975.
- Cronache con rabbia, Torino, SEI, 1975.
- Trent'anni dopo, con Vittorio Gorresio e Lietta Tornabuoni, Milano, Bompiani, 1976.
- La bambina dalle mani sporche, Milano, Sperling & Kupfer, 1977.
- Comprati e venduti. I giornali e il potere negli anni '70, Milano, Bompiani, 1977.
- La guerra lampo di Cefis, Bologna, Il Mulino, 1977.
- Storie italiane di violenza e terrorismo, Roma-Bari, Laterza, 1980.
- Ottobre addio. Viaggio fra i comunisti italiani, Milano, A. Mondadori, 1982.
- Trent'anni di scandali, Milano, Editoriale L'espresso, 1985.
- Carte false, Milano, Rizzoli, 1986. ISBN 88-17-53597-4; Milano, Biblioteca universale Rizzoli, 1988. ISBN 88-17-11501-0
- I soldi in testa, Milano, Imago, 1986.
- Lo sfascio]', Milano, Sperling & Kupfer, 1987. ISBN 88-200-0710-X
- Questi anni alla Fiat. Intervista a Cesare Romiti a cura di Giampaolo Pansa, Rizzoli, 1988 - 2004. ISBN 88-17-00427-8
- Il malloppo, Milano, Rizzoli, 1989. ISBN 88-17-53605-9
- L'intrigo, Milano, Sperling & Kupfer, 1990. ISBN 88-200-1135-2
- Il gladio e l'alloro. L'esercito di Salò, Milano, A. Mondadori, 1991. ISBN 88-04-34581-0
- Il regime, Milano, Sperling & Kupfer, 1991. ISBN 88-200-1224-3
- I bugiardi, Milano, Sperling & Kupfer, 1992. ISBN 88-200-1453-X
- L'utopia armata. Come è nato il terrorismo in Italia, Milano, A. Mondadori, 1992. ISBN 88-04-36514-5
- L'anno dei barbari, Milano, Sperling & Kupfer, 1993. ISBN 88-200-1690-7
- Ma l'amore no, Milano, Sperling & Kupfer, 1994. ISBN 88-200-1886-1
- Siamo stati così felici, Milano, Sperling & Kupfer, 1995. ISBN 88-200-2072-6
- I nostri giorni proibiti, Milano, Sperling & Kupfer, 1996. ISBN 88-200-2289-3
- Ti condurrò fuori dalla notte, Milano, Sperling & Kupfer, 1998. ISBN 88-200-2745-3
- Il bambino che guardava le donne, Milano, Sperling & Kupfer, 1999. ISBN 88-200-2912-X
- Romanzo di un ingenuo, Milano, Sperling & Kupfer, 2000. ISBN 88-200-3059-4
- Le notti dei fuochi, Milano, Sperling & Kupfer, 2001. ISBN 88-200-3223-6
- I figli dell'Aquila, Milano, Sperling & Kupfer, 2002. ISBN 88-200-3418-2
- Il sangue dei vinti, Milano, Sperling & Kupfer, 2003. ISBN 88-200-3566-9
- Bestiario d'Italia. 1994-2004, Milano, Sperling & Kupfer, 2004. ISBN 88-200-3662-2
- Notte a Is Arenas, Sassari, La nuova Sardegna, 2004.
- Prigionieri del silenzio, Milano, Sperling & Kupfer, 2004. ISBN 88-200-3733-5
- Sconosciuto 1945, Milano, Sperling & Kupfer, 2005. ISBN 88-200-3967-2
- La Grande Bugia, Milano, Sperling & Kupfer, 2006. ISBN 88-200-4169-3
- I gendarmi della memoria, Milano, Sperling & Kupfer, 2007. ISBN 978-88-200-4391-9
- I tre inverni della paura, Milano, Rizzoli, 2008. ISBN 978-88-170-2318-4
- Il revisionista, Milano, Rizzoli, 2009. ISBN 978-88-170-3040-3
- I cari estinti. Faccia a faccia con quarant'anni di politica italiana, Milano, Rizzoli, 2010. ISBN 978-88-170-3945-1
- I vinti non dimenticano. I crimini ignorati della nostra guerra civile, Milano, Rizzoli, 2010. ISBN 978-88-170-4115-7
- Carta straccia. Il potere inutile dei giornalisti italiani, Milano, Rizzoli, 2011. ISBN 978-88-170-4927-6
- Poco o niente. Eravamo poveri, torneremo poveri, Milano, Rizzoli, 2011
- Tipi sinistri. I gironi infernali della casta rossa, Milano, Rizzoli, 2012
- La Guerra sporca dei partigiani e dei fascisti, Milano, Rizzoli, 2012